# Haemaphysalis cornupunctata
Haemaphysalis cornupunctata är en fästingart som beskrevs av Harry Hoogstraal och Varma 1962. Haemaphysalis cornupunctata ingår i släktet Haemaphysalis och familjen hårda fästingar. Inga underarter finns listade i Catalogue of Life.